# VRAM

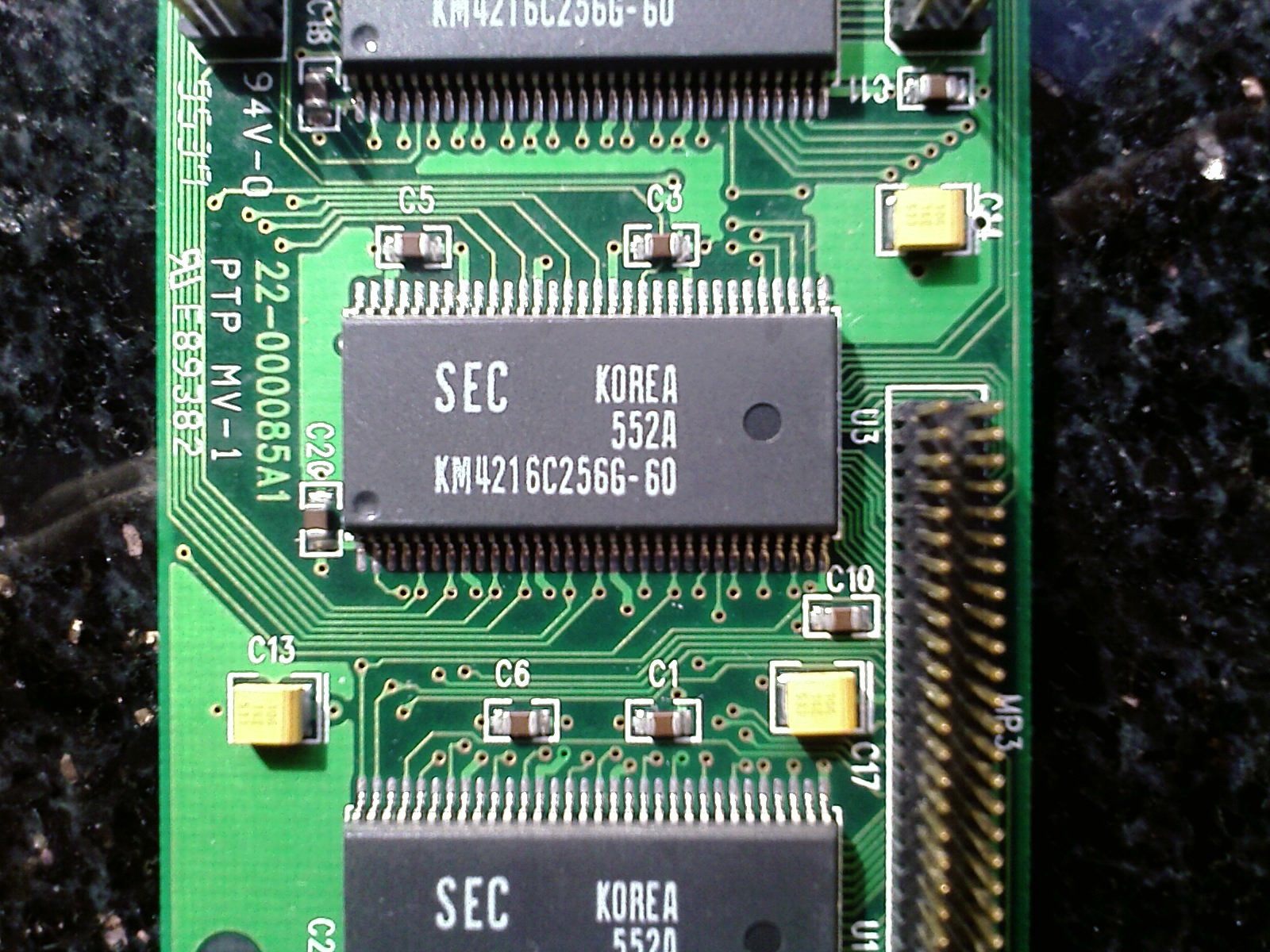
Samsung Electronics Corporation VRAM

Video RAM (VRAM) cuprinde toate formele de memorii cu acces aleatoriu utilizate pentru a stoca imaginea video. Dimensiunea, timpul de acces și organizarea memoriei video reprezintă factori importanți care influențează performanțele adaptorului video. Toate tipurile de memorii video sunt grupări speciale de RAM dinamic(DRAM).

## Descriere
Video RAM este un adevărat buffer între procesorul calculatorului și display și este adesea numit buffer de cadre. Când imaginile sunt gata pentru a fi afișate pe ecranul calculatorului, ele sunt întâi citite de către procesor ca și date de la o formă de Ram (non-video) principal și apoi sunt scrise pe video RAM. De la video RAM (framebuffer), datele sunt convertite de către un RAM convertor digital–analogic (RAMDAC) în semnale analogice care sunt trimise la mecanisul de prezentare al afișajului cum ar fi tubul catodic. De obicei video RAM-ul vine într-un pachet de 1 sau 2 megabyte și este poziționat pe cardul adaptorului video din calculator. Majoritatea versiunilor de video RAM sunt cu două porturi, ceea ce inseamnă că în timp ce procesorul scrie o nouă imagine pe video RAM, display-ul citește de pe video RAM pentru a actualiza conținutul curent al ecranului. Astfel, VRAM-ul este o versiune de DRAM cu 2 porturi folosită înainte pentru adaptoarele grafice, acum învechită și înlocuită cu SDRAM sau SGRAM. Un prim port este folosit ca DRAM-ul clasic pe când al doilea este doar de citire folosit pentru a furniza informația către ecran. Designul cu 2 porturi este principala diferență între RAM și video RAM.

## Scurt istoric
Memoria VRAM a fost creată de către F. Dill, D. Ling și R. Matick în cadrul IBM Research în 1980 cu un brevet eliberat în 1985. Prima dată când a fost introdusă pe piață, a fost utilizată în adaptoarele de înaltă rezoluție care au apărut în 1986 și  erau create de IBM pentru sistemele PC/RT, care au stabilit un nou standard pentru grafica display-urilor. Anterior dezvoltării VRAM, memoriile cu 2 porturi erau relativ scumpe, limitând grafica bitmap la stații de lucru high-end și totodată limitând display-urile PC-urilor la modul de lucru doar cu caractere (ceea ce necesita mult mai puțină memorie) sau la cel cu scurte erori în sistem atunci cand display-ul era actualizat. VRAM a schimbat toate acestea, permițând introducerea graficii cu preț redus, de înaltă rezoluție, viteza mare și colorată. Microsoft Windows și toate aplicațiile moderne ar fi fost imposibile la sfârșitul anilor 1980 și începutul anilor 1990 fără VRAM, și aceasta a contribuit cu un ingredient cheie pentru răspândirea PC-urilor în lume la acel moment.

## Tipuri de memorii video
Tipul cel mai des intâlnit de memorie video este numit Video RAM (VRAM). Este tipul de memorie preferat din această familie,deoarece având două porturi permite procesorului să scrie imagini în același timp în care se actualizează și imaginile de pemonitor. Alte tipuri de memorii video sunt:
- Synchronous Graphics RAM (SGRAM)– Memoria SGRAM (Synchronous Graphics RAM) este o memorie sincronă cu o interfață compatibilă la nivel de pini cu memoria SDRAM, având însă funcții suplimentare prevăzute special pentru creșterea performanțelor acceleratoarelor grafice. Memoria SGRAM este cu port unic, dar are performanțe care sunt apropiate de cele ale memoriilor cu port dual. Aceasta se obține prin posibilitatea activării simultane a două pagini de memorie, prin care se simulează o memorie cu port dual. Funcțiile speciale ale memoriei SGRAM cuprind operații de scriere mascate, care permit modificarea datelor selectate printr-o singură operație în locul unei secvențe de operații de citire, actualizare și scriere. O altă functie este cea de scriere pe blocuri, care permite actualizarea mai eficientă a datelor reprezentând imaginile grafice. Memoria SGRAM a fost utilizată de obicei ca memorie video în adaptoarele cu performanțe ridicate, dar care nu necesitau rezoluții foarte mari.

-  Multibank Dynamic RAM (MDRAM)- Aceasta este o memorie DRAM sincronă cu port unic, cu o arhitectură diferită de memoria SDRAM  convențională. În timp ce memoriile video convenționale utilizează un singur bloc de memorie pentru bufferul de cadre, memoria MDRAM împarte acest bloc în bancuri multiple de câte 32 KB, care pot fi accesate independent. Un avantaj constă în faptul că diferitele accesuri la memorie pot fi întrețesute între mai multe bancuri de memorie, astfel că ele se pot suprapune. Aceasta permite și preîncărcarea unui banc de memorie în timpul citirii unui alt banc, timpul de preîncărcare fiind ascuns. În acest fel, performanțele memoriei compuse din celule DRAM sunt apropiate de cele ale memoriei SRAM.

- Window RAM (WRAM) - Memoria WRAM (Window RAM) este o variantă modificată a memoriei VRAM, care asigură atât o creștere a performanțelor, cât și o reducere a costului. Memoria WRAM este de asemenea cu port dual, având o rată de transfer cu aproximativ 25% mai mare față de memoria VRAM. În plus, memoria WRAM include facilități suplimentare pentru a permite transferuri mai eficiente la operațiile grafice frecvente, cum sunt umplerea unor blocuri sau afișarea unor texte. Costul mai redus al memoriei WRAM se datorează eliminării unor funcții ale memoriei VRAM, care sunt utilizate mai rar.

- Rambus Dynamic RAM (DRAM)– este o memorie video creată de Rambus ce include o proprietate „bus” care accelerează fluxul de date dintre memoria RAM și bufferul de cadre. Este optimizat pentru video streaming.

## Vezi și
- GDDR SDRAM